# Corsica Ferries - Sardinia Ferries
Corsica Ferries - Sardinia Ferries je francsokoitalijanska ladijska družba, ki operira s potniškimi trajekti med otoki Sardinija in Korzika in bližnjimi obalnimi mesti v Italiji in Franciji. 
Podjetje Corsica Sardinia Ferries je začelo delovati leta 1967, sprva pod imenom Corsica Line. Podjetje je hitro rastlo in postalo največje na področju zahodnega Mediterana. Na leto transportirajo okrog milijon potnikov.

## Trenutna flota
| Ladja                      | Zastava | Leto izgradnje | Datum vstopa v uporabo | Tonaža (GT) | Dolžina | Širina | Število potnikov | Število vozil | Potovalna hitrost | Slika |
| -------------------------- | ------- | -------------- | ---------------------- | ----------- | ------- | ------ | ---------------- | ------------- | ----------------- | ----- |
| MS Corsica Marina Seconda  | Italija | 1974           | 1986                   | 12053 GT    | 121 m   | 19 m   | 1.500            | 550           | 19                |       |
| MS Sardinia Vera           | Italija | 1975           | 1987                   | 12107 GT    | 121 m   | 19 m   | 1.500            | 550           | 19                |       |
| MS Corsica Victoria        | Italija | 1973           | 1989                   | 13085 GT    | 146 m   | 21 m   | 1.700            | 480           | 19                |       |
| MS Sardinia Regina         | Italija | 1972           | 1996                   | 13004 GT    | 146 m   | 21 m   | 1.700            | 480           | 19                |       |
| MS Corsica Express Seconda | Italija | 1996           | 1996                   | 3560 GT     | 103 m   | 14,5 m | 535              | 150           | 37                |       |
| MS Corsica Express Three   | Italija | 1996           | 1996                   | 3530 GT     | 103 m   | 14,5 m | 535              | 150           | 37                |       |
| MS Mega Express            | Italija | 2001           | 2001                   | 26400 GT    | 173 m   | 24,5 m | 1.756            | 550           | 29                |       |
| MS Mega Express Two        | Italija | 2001           | 2001                   | 26400 GT    | 173 m   | 24,5 m | 1.756            | 550           | 29                |       |
| MS Mega Express Three      | Italija | 2001           | 2004                   | 29637 GT    | 212 m   | 25 m   | 2.100            | 650           | 30,5              |       |
| MS Mega Express Four       | Italija | 1995           | 2006                   | 24186 GT    | 174 m   | 24 m   | 2.000            | 650           | 27                |       |
| MS Mega Express Five       | Italija | 1993           | 2009                   | 27711 GT    | 170 m   | 25 m   | 1.800            | 600           | 26                |       |
| MS Mega Smeralda           | Italija | 1985           | 2008                   | 34694 GT    | 171,5 m | 27,6 m | 2.000            | 550           | 22                |       |

## Plovne poti
- Korzika
  - Nice ↔ Ajaccio
  - Nice ↔ Bastia
  - Nice ↔ Calvi
  - Nice ↔ L'Île-Rousse
  - Toulon ↔ Ajaccio
  - Toulon ↔ Bastia
  - Toulon ↔ L'Île-Rousse
  - Vado Ligure ↔ Bastia
  - Vado Ligure ↔ Calvi
  - Livorno ↔ Bastia
- Sardinija
  - Golfo Aranci ↔ Livorno
- Elba
  - Piombino ↔ Portoferraio

## Ladje v preteklosti
- Corsica Ferry (1972–1976)
- Corsica Star (1973–1980)
- Corsica Serena (1975–1981)
- Corsica Nova (1976–1988)
- Corsica Marina (1977–1990)
- A Regina (1979–1985)
- Corsica Viva (1980–1985)
- Sardinia Nova (1982–2006)
- Corsica Viva I (1988–1993)
- Elba Nova (1992–1998)
- Elba Express (1995–1998)
- Corsica Serena II / Corsica Serena Seconda (1983–2011)
- Sardinia Express (1996–2012)